# Zisterzienserinnenabtei Cadins

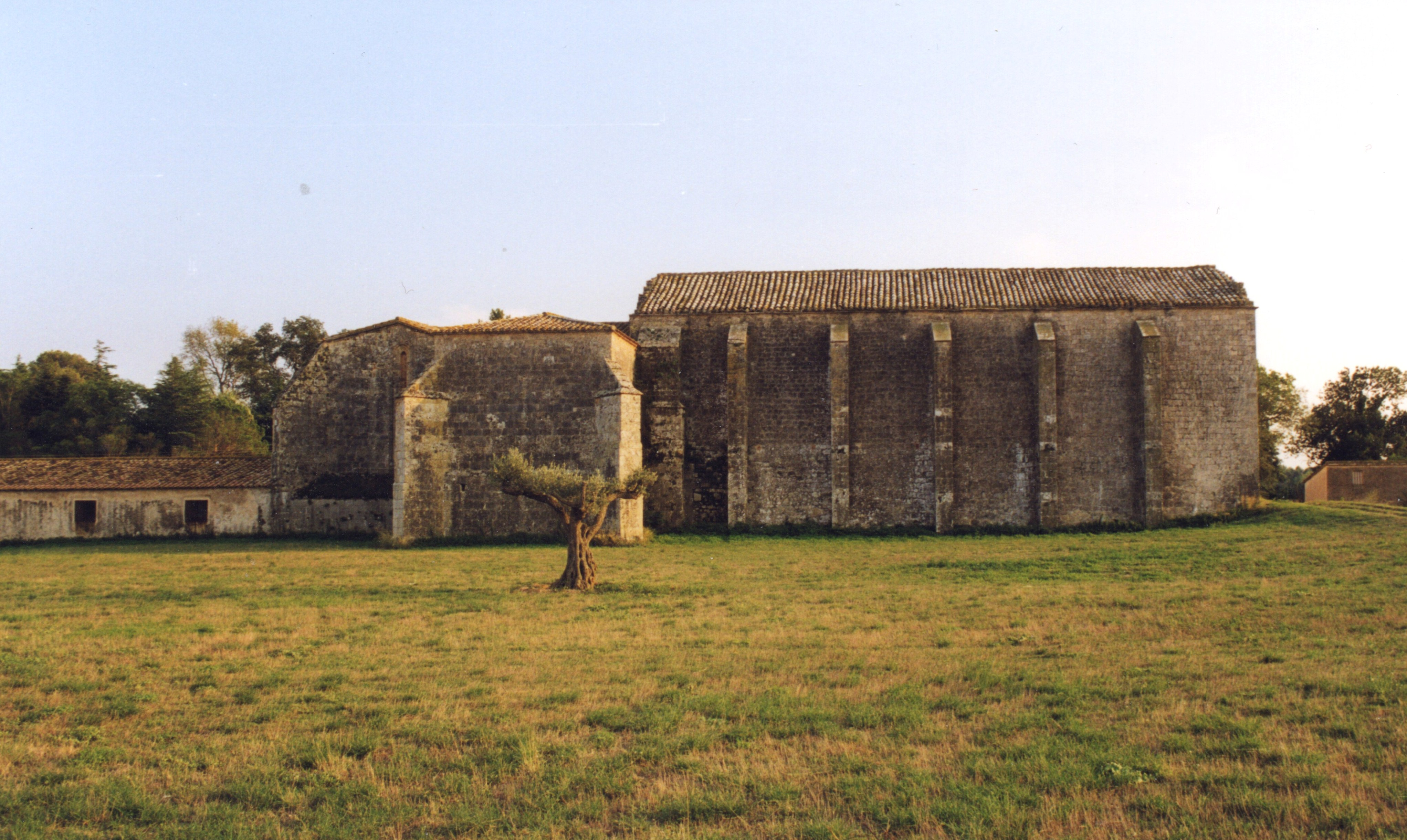
Zisterzienserinnenabtei Cadins (1999)

Die Zisterzienserinnenabtei Cadins war von 1169 bis 2000 ein Kloster der Zisterzienserinnen zuerst in Cabanes, Comarca Alt Empordà, Provinz Girona, ab 1492 in Girona, ab 1944 in Salt und ab 1980 in Sant Medir, Ortsteil von Sant Gregori, Provinz Girona in Katalonien.

## Geschichte

### Cabanes
Das Kloster wurde 1158 am Ort Sant Feliu de Cadins („Sankt Felix“, im heutigen Cabanes) gestiftet, mit Nonnen des Klosters Valldemaria besiedelt und 1169 zur Abtei erhoben. Der immer noch imposante Bau der ehemaligen Klosterkirche aus dem 13. Jahrhundert wird heute landwirtschaftlich genutzt.

### Girona
1492 wechselten die Nonnen zu ihrer größeren Sicherheit in die Stadt Girona (Pfarrei Santa Susana del Mercadal), wo sie bis 1936 bleiben konnten. Sie nutzten anfänglich die vorgefundene (und heute noch bestehende) Kirche Sankt Susanna und errichteten im 18. Jahrhundert die (heute zerstörte) Kirche Santa Maria de Cadins. Durch die Republik aus dem (dann zerstörten) Kloster vertrieben, lebten sie bis 1944 unter schwierigen Bedingungen in der Stadt.

### Salt
1944 wechselten sie in das Gebäude Can Tarrés in Salt (Calle Mayor 172) und blieben dort bis 1980. Heute befindet sich in dem Gebäude das Kulturzentrum Les Bernardes.

### Sant Medir
Die Sehnsucht nach monastischer Stille bewog die Nonnen 1980, Salt zu verlassen und an den Klosterort Sant Medir zu wechseln, wo sie anfänglich bestehende Gebäude nutzen konnten, dann ein neues Kloster errichteten. Dieses wurde 2000 aus Mangel an Nachwuchs aufgegeben. Die verbliebenen Nonnen gingen in das Kloster Valldonzella. Die letzte Äbtissin war von 1966 bis 2000 Dolors Barcons (* 1925 in Joanetes (La Vall d’en Bas), Eintritt 1948, feierliche Profess 1953, † 27. Dezember 2008 in Valdonzella).

### Äbtissinnen (Auswahl)
- 1879–1894: Maria Esperança Segoví i Canals
- 1894–1908: Narcisa Ros del Torrent i Rovirola
- 1909–1942: Maria Josefa Tenas i Hostench
- 1942–1966: Maria Bernarda Thió i Rodés
- 1966–2000: Dolors Barcons i Vilà